# Liste der Geoparks in der Volksrepublik China
Dies ist eine Liste der hundertachtunddreißig Staatlichen chinesischen Geoparks (chinesisch 中国国家地质公园, Pinyin Zhōngguó Guójiā Dìzhì Gōngyuán, englisch National Geoparks of China) die seit 2007 auf der Liste des chinesischen Ministeriums für natürliche Ressourcen stehen. Sie ist nach den administrativen Gebieten der Volksrepublik China untergliedert. Neben den Geoparks auf Staatsebene gibt es auch Geoparks auf anderen Verwaltungsebenen.

## Nordchina (Huabei)

### Peking
- Shihuadong 北京石花洞国家地质公园 Shihuadong National Geopark, Beijing
- Versteinerter Wald von Yanqing 北京延庆硅化木国家地质公园 Yanqing Silicified Wood National Geopark, Beijing
- Shidu 北京十渡国家地质公园 Shidu National Geopark, Beijing

### Tianjin
- Kreis Ji 蓟县国家地质公园 Jixian National Geopark

### Hebei
- Baishishan 涞源白石山国家地质公园 Baishishan National Geopark, Laiyuan
- Naturbrücke von Fuping 阜平天生桥国家地质公园 Fuping Natural Bridge National Geopark
- Liujiang 秦皇岛柳江国家地质公园 Liujiang National Geopark, Qinhuangdao
- Zhangshiyan 赞皇嶂石岩国家地质公园 Zhangshiyan National Geopark, Zanhuang
- Yesanpo 涞水野三坡国家地质公园 Yesanpo National Geopark, Laishui
- Lincheng 临城国家地质公园 Lincheng National Geopark
- Wu’an 武安国家地质公园 Wu'an National Geopark

### Shanxi
- Hukou-Wasserfall des Gelben Flusses 黄河壶口瀑布国家地质公园 (陕西) Hukou Falls National Geopark at Yellow River [Trans-Province]
- Wutai Shan 五台山国家地质公园 Wutaishan National Geopark
- Huguan-Canyon 壶关峡谷国家地质公园 Huguan Canyon National Geopark
- Ningwu-Eishöhle 宁武冰洞国家地质公园 Ningwu Ice Cave National Geopark

### Innere Mongolei
- Hexigten-Banner 克什克腾国家地质公园 Hexigten National Geopark
- Arxan 阿尔山国家地质公园 Arxan National Geopark
- Alxa-Wüste 阿拉善沙漠国家地质公园 Alxa Desert National Geopark

## Nordostchina (Dongbei)

### Liaoning
- Chaoyang-Vogelfossilien 朝阳鸟化石国家地质公园 Chaoyang Bird Fossil National Geopark
- Dalian-Küste 大连滨海国家地质公园 Coastal Dalian National Geopark
- Benxi 本溪国家地质公园 Benxi National Geopark
- Bingyugou 大连冰峪沟国家地质公园 Bingyugou National Geopark, Dalian

### Jilin
- Jingyu 靖宇火山矿泉群国家地质公园 Jingyu Volcano and Warm Mineral Spring Cluster National Geopark

### Heilongjiang
- Wudalianchi 五大连池火山地貌国家地质公园 Wudalianchi Volcanic Geomorphy National Geopark
- Jiayin-Dinosaurier 嘉荫恐龙国家地质公园 Jiayin Dinosaur National Geopark
- Yichun-Granit-Steinwald 伊春花岗岩石林国家地质公园 Yichun Granite Stone-Forest National Geopark
- Jingpo Hu 镜泊湖国家地质公园 Jingpohu National Geopark
- Xingkai Hu 兴凯湖国家地质公园 Xingkaihu National Geopark

## Ostchina (Huadong)

### Shanghai
- Chongming Dao 崇明岛国家地质公园 Chongmingdao National Geopark, Chongming

### Jiangsu
- Xishan, Tai Hu 苏州太湖西山国家地质公园 Xishan National Geopark at Lake Taihu, Suzhou
- Luhe 六合国家地质公园 Luhe National Geopark[1]

### Zhejiang
- Changshan 常山国家地质公园 Changshan National Geopark
- Linhai 临海国家地质公园 Linhai National Geopark
- Yandangshan 雁荡山国家地质公园 Yandangshan-Geopark
- Xinchang 新昌硅化木国家地质公园 Xinchang Silicified Wood National Geopark

### Anhui
- Huang Shan 黄山国家地质公园 Huangshan National Geopark
- Qiyun Shan 齐云山国家地质公园 Qiyunshan National Geopark
- Fu Shan 浮山国家地质公园 Fushan National Geopark
- Bagong Shan 淮南八公山国家地质公园 Bagongshan National Geopark, Huainan
- Guniujiang 祁门牯牛降国家地质公园 Guniujiang National Geopark, Qimen
- Tianzhu Shan 天柱山国家地质公园 Tianzhushan National Geopark
- Dabie Shan 大别山(六安)国家地质公园 Dabieshan (Lu’an) National Geopark

### Fujian
- Zhangzhou 漳州滨海火山地貌国家地质公园 Zhangzhou Littoral Volcanic Geomorphy National Geopark (web)
- Dajinhu 大金湖国家地质公园 Dajinhu National Geopark
- Shenhuwan 晋江深沪湾国家地质公园 Shenhuwan National Geopark, Jinjiang
- Taimushan 福鼎太姥山国家地质公园 Taimushan National Geopark, Fuding
- Tian’e-Höhlen 宁化天鹅洞群国家地质公园 Tian'e Caves National Geopark, Ninghua
- Shiniushan 德化石牛山国家地质公园 Shiniushan National Geopark, Dehua
- Baishuiyang 屏南白水洋国家地质公园 Baishuiyang National Geopark, Pingnan
- Yong’an 永安国家地质公园 Yong'an National Geopark

### Jiangxi
- Lu-Shan-Quartär-Gletscher 庐山第四纪冰川国家地质公园 Lushan Quaternary Glaciation National Geopark
- Longhu Shan, Danxia-Geomorphologie 龙虎山丹霞地貌国家地质公园 Longhushan Danxia Geomorphy National Geopark
- Sanqing Shan 三清山国家地质公园 Sanqingshan National Geopark
- Wugong Shan 武功山国家地质公园 Wugongshan National Geopark

### Shandong
- Shanwang 山旺国家地质公园 Shanwang National Geopark
- Xiong'ershan—Baodugu 枣庄熊耳山—抱犊崮国家地质公园 Xiong'ershan—Baodugu National Geopark
- Huang-He-Delta 东营黄河三角洲国家地质公园 Yellow River Delta National Geopark, Dongying
- Tai Shan 泰山国家地质公园 Taishan National Geopark
- Yimeng Shan 沂蒙山国家地质公园 Yimengshan National Geopark
- Changshan-Inseln 长山列岛国家地质公园 Changshan Isles National Geopark

## Zentral- und Südchina (Zhongnan)

### Henan
- Songshan 嵩山地层构造国家地质公园 Songshan Stratigraphic Structure National Geopark
- Yuntaishan 焦作云台山国家地质公园 Yuntaishan National Geopark, Jiaozuo
- Baotianman 内乡宝天曼国家地质公园 Baotianman National Geopark, Neixiang
- Wangwushan 王屋山国家地质公园 Wangwushan National Geopark
- Funiushan 西峡伏牛山国家地质公园 Funiushan National Geopark, Xixia
- Chayashan 嵖岈山国家地质公园 Chayashan National Geopark
- Huang He, Zhengzhou 郑州黄河国家地质公园 Yellow River National Geopark, Zhengzhou
- Guanshan 关山国家地质公园 Guanshan National Geopark
- Shenlingzhai 洛宁神灵寨国家地质公园 Shenlingzhai National Geopark, Luoning
- Daimeishan 洛阳黛眉山国家地质公园 Daimeishan National Geopark, Luoyang
- Jingangtai 信阳金岗台国家地质公园 Jingangtai National Geopark, Xinyang

### Hubei
- Drei Schluchten, Jangtsekiang 长江三峡国家地质公园 (重庆) Yangtze Three Gorges National Geopark [Trans-Province]
- Shennongjia 神农架国家地质公园 Shennongjia National Geopark
- Mulanshan 武汉木兰山国家地质公园 Mulanshan National Park, Wuhan
- Stadtbezirk Yunyang 郧县恐龙蛋化石群国家地质公园 Yunxian Dinosaur-Egg Fossil Cluster National Geopark

### Hunan
- Zhangjiajie 张家界砂岩峰林国家地质公园 Zhangjiajie Sandstone Peak Forest National Geopark
- Feitianshan 郴州飞天山国家地质公园 Feitianshan National Geopark, Chenzhou
- Langshan 崀山国家地质公园 Langshan National Geopark
- Fenghuang 凤凰国家地质公园 Fenghuang National Geopark
- Guzhang 古丈红石林国家地质公园 Guzhang Red Carbonate-Rock Stone Forest National Geopark
- Jiubujiang 酒埠江国家地质公园 Jiubujiang National Geopark

### Guangdong
- Danxiashan 丹霞山国家地质公园 Danxiashan National Geopark
- Huguangyan 湛江湖光岩国家地质公园 Huguangyan National Geopark, Zhanjiang
- Xiqiaoshan 佛山西樵山国家地质公园 Xiqiaoshan National Geopark, Foshan
- Lingxiaoyan 阳春凌宵岩国家地质公园 Lingxiaoyan National Geopark, Yangchun
- Dapeng-Halbinsel 深圳大鹏半岛国家地质公园 Dapeng Peninsula National Park, Shenzhen
- Fengkai 封开国家地质公园 Fengkai National Geopark
- Enping 恩平地热国家地质公园 Enping Geotherm National Geopark

### Guangxi
- Ziyuan 资源国家地质公园 Ziyuan National Geopark
- Dashiwei-Karst Tiankengs 百色乐业大石围天坑群国家地质公园 Dashiwei Karst Tiankengs National Geopark in Leye, Bose
- Weizhoudao-Vulkane 北海涠洲岛火山国家地质公园 Weizhoudao Volcano National Geopark, Beihai
- Fengshan-Karst 凤山岩溶国家地质公园 Fengshan Karst National Geopark
- Xiangqiao-Karst 鹿寨香桥岩溶国家地质公园 Xiangqiao Karst National Geopark, Luzhai

### Hainan
- Shishan-Vulkangruppe 海口石山火山群国家地质公园 Shishan Volcano Cluster National Geopark, Haikou

## Südwestchina (Xinan)

### Chongqing
- Drei Schluchten, Jangtsekiang 长江三峡国家地质公园 (湖北) Yangtze Three Gorges National Geopark [Trans-Province]
- Wulong-Karstgebiet 武隆岩溶国家地质公园 Wulong Karst National Geopark, Wulong
- Xiaonanhai 黔江小南海国家地质公园 Xiaonanhai National Geopark, Qianjiang
- Longgang 云阳龙缸国家地质公园 Longgang National Geopark, Yunyang

### Sichuan
- Zigong 自贡恐龙古生物国家地质公园 Zigong Dinosaur and Ancient Organism National Geopark
- Longmenshan 龙门山构造地质国家地质公园 Longmenshan Geostructure National Geopark
- Hailuogou-Gletscher 海螺沟国家地质公园 Hailuogou National Geopark
- Dadu He-Canyon 大渡河峡谷国家地质公园 Daduhe Canyon National Geopark
- Kreis An-Bioherm 安县生物礁国家地质公园 Anxian Bioherm National Geopark
- Jiuzhaigou 九寨沟国家地质公园 Jiuzhaigou National Geopark
- Huanglong 黄龙国家地质公园 Huanglong National Geopark
- Xingwen-Steinwald 兴文石海国家地质公园 Xingwen Stone Forest National Geopark
- Shehong, Versteinerter Wald 射洪硅化木国家地质公园 Shehong Silicified Wood National Geopark
- Siguniangshan 四姑娘山国家地质公园 Siguniangshan National Geopark
- Huayingshan 华蓥山国家地质公园 Huayingshan National Geopark
- Jiangyou 江油国家地质公园 Jiangyou National Geopark

### Guizhou
- Guanling 关岭化石群国家地质公园 Guanling Fossil Cluster National Geopark
- Xingyi 兴义国家地质公园 Xingyi National Geopark
- Zhijindong 织金洞国家地质公园 Zhijindong National Geopark
- Shuanghedong 绥阳双河洞国家地质公园 Shuanghedong National Geopark, Suiyang
- Wumengshan 六盘水乌蒙山国家地质公园 Wumengshan National Geopark, Liupanshui
- Pingtang 平塘国家地质公园 Pingtang National Geopark

### Yunnan
- Shilin 石林岩溶峰林国家地质公园 Shilin Karst Peak Forest National Geopark
- Chengjiang 澄江动物群古生物国家地质公园 Chengjiang Ancient Fauna National Geopark
- Tengchong 腾冲火山地热国家地质公园 Tengchong Volcano and Geotherm National Geopark
- Lufeng 禄丰恐龙国家地质公园 Lufeng Dinosaur National Geopark
- Liming—Laojunshan 玉龙黎明—老君山国家地质公园 Liming—Laojunshan National Geopark, Yulong
- Cangshan 大理苍山国家地质公园 Cangshan National Geopark, Dali

### Tibet
- Yigong 易贡国家地质公园 Yi'ong National Geopark, Bomê (Bomi)
- Zanda-Erdwald 扎达土林国家地质公园 Zanda Clay Forest National Geopark

## Nordwestchina (Xibei)

### Shaanxi
- Cuihuashan-Bergrutsch 翠华山山崩地质灾害国家地质公园 Cuihuashan National Geopark of the Geologic Hazard of Rock Collapse
- Hukou-Wasserfall des Huang He 黄河壶口瀑布国家地质公园 (山西) Hukou Falls National Geopark at Yellow River [Trans-Province]
- Luochuan-Löss 洛川黄土国家地质公园 Luochuan Loess National Geopark
- Mäander des Gelben Flusses in Yanchuan 延川黄河蛇曲国家地质公园 Yellow River Meander Bends National Geopark, Yanchuan

### Gansu
- Dunhuang, Yardang 敦煌雅丹国家地质公园 Dunhuang Yardang National Geopark
- Liujiaxia-Dinosaurier 刘家峡恐龙国家地质公园 Liujiaxia Dinosaur National Park
- Kongtongshan 平凉崆峒山国家地质公园 Kongtongshan National Geopark, Pingliang
- Huang-He-Steinwald 景泰黄河石林国家地质公园 Yellow River Stone Forest National Geopark, Jingtai

### Qinghai
- Kanbula 尖扎坎布拉国家地质公园 Kanbula National Geopark, Jainca
- Nyanboyeshizer 久治年保玉则国家地质公园 Nyanboyeshizer National Geopark, Jigzhi
- Kunlun Shan 格尔木昆仑山国家地质公园 Kunlunshan National Geopark, Golmud
- Jiading 互助嘉定国家地质公园 Jiading National Geopark, Huzhu

### Ningxia
- Huoshizhai 西吉火石寨国家地质公园 Huoshizhai National Geopark, Xiji

### Xinjiang
- Kanas-See 布尔津喀纳斯湖国家地质公园 Kanas Lake National Geopark, Burqin
- Qitai 奇台硅化木—恐龙国家地质公园 Qitai Silicified Wood—Dinosaur National Geopark
- Koktokay 富蕴可可托海国家地质公园 Koktokay National Geopark, Fuyun

## UNESCO Global Geoparks
Mit Stand April 2018 sind 37 der Geoparks in der Volksrepublik China von der UNESCO als UNESCO Global Geopark anerkannt und dadurch Mitglieder im Global Geoparks Network.